# Habenaria dalzielii
Habenaria dalzielii är en orkidéart som beskrevs av Victor Samuel Summerhayes. Habenaria dalzielii ingår i släktet Habenaria och familjen orkidéer. Inga underarter finns listade i Catalogue of Life.